# Обергомс
Обергомс (нім. Obergoms) — громада  в Швейцарії в кантоні Вале, округ Гомс.

## Географія
Громада розташована на відстані близько 85 км на південний схід від Берна, 85 км на північний схід від Сьйона.
Обергомс має площу 155,9 км², з яких на 1,2% дозволяється будівництво (житлове та будівництво доріг), 24,1% використовуються в сільськогосподарських цілях, 10,7% зайнято лісами, 64% не є продуктивними (річки, льодовики або гори).

## Демографія
2019 року в громаді мешкало 656 осіб (-7,9% порівняно з 2010 роком), іноземців було 10,7%. Густота населення становила 4 осіб/км².
За віковим діапазоном населення розподілялося таким чином: 15,9% — особи молодші 20 років, 55% — особи у віці 20—64 років, 29,1% — особи у віці 65 років та старші. Було 314 помешкань (у середньому 2,1 особи в помешканні).
Із загальної кількості 393 працюючих 54 було зайнятих в первинному секторі, 76 — в обробній промисловості, 263 — в галузі послуг.